# Посёлок пансионата «Небуг»
Посёлок пансионата «Небуг» — населённый пункт в Туаспинском районе Краснодарского края России.
Входит в состав Небугского сельского поселения с центром в селе Небуг.

## История
Посёлок пансионата «Небуг» (или посёлок Небуг) учтён в списках населённых пунктов Агойского сельского Совета Туапсинского района решением Краснодарского крайисполкома от 15 ноября 1977 года.
По сведениям от 1 января 1987 года в посёлке проживало 204 человека.
По данным ЦСУ на 1 января 1999 года в посёлке Небуг Агойского сельского округа проживало 111 человек.

## Население
| 1999 | 2002 | 2010 |
| ---- | ---- | ---- |
| 111  | ↘70  | ↗130 |